# Dnevni kop
Dnevni kop, imenovan tudi površinski kop, v rudarstvu obsega tehnološki postopek izkopavanja rud in kamnin blizu površja z odstranjevanjem materiala krovne zemljine ter z lomljenjem in odlaganjem rude, v kolikor pa se ruda nahaja globlje, pa se za odkop uporablja podzemne oblike rudarjenja. Odprti kopi povzročajo znatne spremembe v lokalnem rastlinstvu, hidrologiji in kamninski podlagi. 
Rudarji za lociranje rudnih teles najprej izvrtajo več raziskovalnih vrtin, s katerimi lahko zamejijo rudno telo in ocenijo kakovost rude. Izkop rude poteka na terasah, katerih dimenzije so odvisne od nahajališča, velikosti strojev in rude. Povprečna terasa je debela med 12 in 15 metri, njena širina pa je odvisna od uporabljene opreme, ta pogosto znaša med 20 in 40 metrov. V kamnolomih se teras ne uporablja, saj so ti večinoma precej plitvi. Jama se poglablja z ustvarjanjem novih teras.
Nakloni pobočja teras so v obsegu ostrega kota. Med poglabljanjem jame se, odvisno od izkopane kamnine, zaradi varnosti in preprečevanja padanja kamenja odstranjuje tudi krovno kamnino. Naklon teras je odvisen tudi od drugih geoloških dejavnikov, kot so prelomi, šivi ali podobno. Za utrjevanje sten teras se uporablja brizgan beton in druge mehanske strukture. Za razbremenitev vodnega tlaka se lahko uporabi vodoravne razbremenilne vrtine, kar pogosto vodi v porušitev stene.
Ob robu jame je običajno urejena dovozna cesta, po kateri lahko vozijo tovornjaki, ki prevažajo rudo in odpadno kamnino.